# Deep Cuts, Volume 2 (1977-1982)
Deep Cuts, Volume 2 (1977–1982) é uma coletânea da banda britânica de rock Queen, lançada em junho de 2011. Diferentemente de outras compilações da banda, Deep Cuts procura resgatar músicas de pouco sucesso da banda em um único álbum. Abrangendo os álbuns News of the World, Jazz, The Game e Flash Gordon e Hot Space, a seleção foi feita por Brian May e Roger Taylor.

## Faixas
| N.º | Título                                                  | Compositor(es)  | Duração |  |
| 1.  | "Mustapha" (de Jazz, 1978)                              | Freddie Mercury | 3:01    |  |
| 2.  | "Sheer Heart Attack" (de News Of The World, 1977)       | Roger Taylor    | 3:27    |  |
| 3.  | "Spread Your Wings" (de News Of The World, 1977)        | John Deacon     | 4:34    |  |
| 4.  | "Sleeping on the Sidewalk" (de News Of The World, 1977) | Brian May       | 3:07    |  |
| 5.  | "It's Late" (de News Of The World, 1977)                | May             | 6:27    |  |
| 6.  | "Rock It (Prime Jive)" (de The Game, 1980)              | Taylor          | 4:33    |  |
| 7.  | "Dead on Time" (de Jazz, 1978)                          | May             | 3:23    |  |
| 8.  | "Sail Away Sweet Sister" (de The Game, 1980)            | May             | 3:33    |  |
| 9.  | "Dragon Attack" (de The Game, 1980)                     | May             | 4:18    |  |
| 10. | "Action This Day" (de Hot Space, 1982)                  | Taylor          | 3:34    |  |
| 11. | "Put Out the Fire" (de Hot Space, 1982)                 | May             | 3:18    |  |
| 12. | "Staying Power" (de Hot Space, 1982)                    | Mercury         | 4:12    |  |
| 13. | "Jealousy" (de Jazz, 1978)                              | Mercury         | 3:13    |  |
| 14. | "Battle Theme" (de Flash Gordon, 1980)                  | May             | 2:20    |  |